# هيئة سكة حديد تكساس
هيئة سكك حديد تكساس (RRC ؛ تسمى أحيانًا هيئة تكساس لسكك الحديد، TRC) وهي الوكالة الحكومية التي تنظم صناعة النفط والغاز ومرافق الغاز، وسلامة خطوط النقل، والسلامة في صناعة الغاز المسال، والفحم السطحي وتعدين اليورانيوم. على الرغم من اسمها، فقد توقفت عن تنظيم السكك الحديدية في عام 2005 عندما نقلت وظائف السكك الحديدية إلى وزارة النقل في تكساس. وقد أُنشئت أوبك لإدارة أسواق النفط العالمية على نمط إدارة 'هيئة سكة حديد تكساس.
أنشأتها الهيئة التشريعية لولاية تكساس سنة 1891، وتعتبر أقدم وكالة تنظيمية في الولاية وبدأت كجزء من حركة الكفاءة في العصر التقدمي، من ثلاثينيات القرن الماضي إلى الستينيات، وكانت إلى حد كبير من تحدد أسعار النفط العالمية قبل تحل محلها أوبك (منظمة الدول المصدرة للنفط) بعد عام 1973. في عام 1984، تولت الحكومة الفيدرالية مسؤولية تنظيم النقل للسكك الحديدية والشاحنات والحافلات، لكن هيئة السكك الحديدية احتفظت باسمها. بميزانية سنوية قدرها 79 دولارًا مليون، تركز الآن بالكامل على النفط والغاز والتعدين وغاز البروبان وأنابيب النقل، وتحديد مخصصات للإنتاج كل شهر.
كونت الهيئة من ثلاثة أعضاء بتعيين من الحاكم، ثم عدل دستور الولاية في عام 1894 وأصبح أعضاء الهيئة مسؤولين منتخبين لفترات متداخلة مدتها ست سنوات، كالتسلسل في مجلس الشيوخ الأمريكي المنتخب على مستوى الولاية. ويختار المفوضون الرئيس من بينهم. وعادة ما يكون المفوض الذي يواجه إعادة الانتخاب هو الرئيس للسنتين السابقتين. المفوضون الحاليون هم جيم رايت منذ 4 يناير 2021، واين كريستيان منذ 9 يناير 2017، وكريستي كرادك منذ 17 ديسمبر 2012.

## التوسع في النفط
توسعت إدارة الهيئة حيث تولت مسؤولية تنظيم أنابيب نقل النفط (في عام 1917) وإنتاج النفط والغاز (1919) وأنظمة توصيل الغاز الطبيعي (1920) وخطوط الحافلات (1927) والنقل بالشاحنات (1929). نمت من 12 موظفًا في عام 1916 إلى 69 في عام 1930 و 566 في عام 1939. ليس لها اختصاص على شركات المرافق الكهربائية المملوكة للمستثمرين؛ التي تقع ضمن اختصاص هيئة المرافق العامة في تكساس.
بعد أزمة صناعة البترول بسبب طفرة النفط في شرق تكساس في ثلاثينيات القرن الماضي، وانخفضت الأسعار إلى 25 سنتا للبرميل. فشلت سياسة هيئة سكة حديد تكساس التقليدية في التفاوض على تسويات؛ واضطر الحاكم إلى استدعاء ميليشيا الدولة لفرض النظام. وقرر رجال النفط في تكساس أنهم يفضلون اللوائح التنظيمية الحكومية على اللوائح الفيدرالية، وأرادوا أن تمنح هيئة سكة حديد تكساس حصصًا ليحصل كل منتج على أسعار وأرباح أعلى. عارضت شركة بيور أويل أول أمر تقسيم الزيت على مستوى الولاية الذي صدر عن الهيئة في أغسطس 1930. الأمر الذي كان يهدف إلى الحفاظ على موارد النفط من خلال الحد من عدد البراميل المنتجة يوميًا، نظر إليه صغار المنتجين مثل شركة بيور على أنه مؤامرة بين الحكومة والشركات الكبرى لإخراجهم من الأعمال وتعزيز الاحتكار في صناعة النفط.
تولى إرنست أو. طومسون (1892-1966) رئاسة هيئة سكة حديد تكساس من عام 1932 إلى عام 1965 وقيادة صناعة النفط من خلال مناشدة نموذج مثالي لدور تكساس في النظام النفطي العالمي - الدين المدني لنفط تكساس. لقد تملق المنتجين المتمردين وخدعهم واستفزازهم حتى يمتثلوا لأوامر تحديد الأسعار الصادرة عن الهيئة. سمحت الصفقة الجديدة للهيئة بوضع سياسة نفطية وطنية. في أواخر خمسينيات القرن الماضي، سيطرت الهيئة على أكثر من 40٪ من إنتاج النفط الخام للولايات المتحدة وحوالي نصف الاحتياطيات الوطنية المؤكدة. كانت نموذج لإنشاء منظمة أوبك. طور جوردون إم جريفين، كبير مهندسي الهيئة خلال الحرب العالمية الثانية صيغة تقسيم الحصص للحفاظ على تدفق الإنتاج للجيش.

## العمليات
عملت الهيئة مع الصناعات الخاضعة للتنظيم لتحسين العمليات ومشاركة أفضل الممارسات ومعالجة شكاوى المستهلكين بشكل عملي وليس أيديولوجي. كانت الأنشطة الراديكالية مثل تحديد الأسعار لصالح الشاحنين أو المنتجين أو المستهلكين، والمعارك في المحاكم هي الاستثناء وليس القاعدة.
داخل صناعة النفط والغاز، يؤخذ في الاعتبار إنتاج في الولايات الأخرى (بما في ذلك الواردات، التي كانت صغيرة) ضمن مبدأ التناسب مع طلب السوق. يحسب إنتاج حقول النفط المسموح به على النحو التالي: تقدير طلب السوق وتطرح منه الإضافات غير المنضبطة للعرض، يعطي إجمالي تكساس؛ ثم يقسم بالتناسب بين الحقول والآبار بطريقة محسوبة للحفاظ على العدالة بين المنتجين، ولمنع أي بئر من الإنتاج بما يتجاوز معدل الكفاءة القصوى (MER). في ربيع عام 2013، اعتمدت الهيئة قواعد جديدة لإعادة تدوير مياه التصديع الهيدروليكي، وتهدف قواعد إعادة التدوير إلى تشجيع مشغلي التصديع الهيدروليكي في تكساس على الحفاظ على المياه المستخدمة في عملية التصديع لآبار النفط والغاز.
- قانون النفط والغاز في الولايات المتحدة
- تاريخ تكساس

## فهرس
- تشايلدز، وليام ر. هيئة السكك الحديدية في تكساس: فهم التنظيم في أمريكا حتى منتصف القرن العشرين. (2005). 323 ص. التاريخ القياسي؛ مراجعة عبر الإنترنت
- تشايلدز، ويليام ر. «أصول سلطة هيئة تكساس للسكك الحديدية للتحكم في إنتاج البترول: الاستراتيجيات التنظيمية في عشرينيات القرن الماضي.» مجلة تاريخ السياسة 1990 2 (4): 353-387.ISSN 0898-0306
- دي شازو، ملفين ج. وألفريد إي كان. التكامل والمنافسة في صناعة البترول (1959) طبعة على الإنترنت
- غرين، جورج ن. «طومسون، إرنست أوتمير،» دليل تكساس على الإنترنت (2008)
- نورفيل، جيمس ر. «هيئة السكك الحديدية في تكساس: أصلها وتاريخها.» الفصلية التاريخية الجنوبية الغربية 196568 (4): 465-480.ISSN 0038-478XISSN 0038-478X طبعة عبر الإنترنت
- برينديل، ديفيد ف. سياسة البترول ولجنة تكساس للسكك الحديدية. (1981). 230 صفحة، تركز على العلاقات مع رجال النفط المستقلين
- David F. Prindle ، "Railroad Commission،" Handbook of Texas Online (2008)
- بروكتر ، بن هـ.ليس بدون شرف: حياة جون هـ.ريغان (1962).
- بروكتر، بن إتش ريغان، جون هيننجر، " دليل تكساس على الإنترنت (2008)
- Splawn، WMW "Valuation and Rate Regulation by the Railroad Commission of Texas،" Journal of Political Economy Vol. 31، رقم 5 (أكتوبر، 1923)، ص. 675-707 في JSTOR

## روابط خارجية
- الموقع الرسمي
- Railroad Commission from the Handbook of Texas Online
- "Hazardous Business: Industry, Regulation, and the Texas Railroad Commission" from Texas State Library and Archives Commission
- Conversion of EBCDIC files